# Xã Rogers, Quận Ford, Illinois
Xã Rogers (tiếng Anh: Rogers Township) là một xã thuộc quận Ford, tiểu bang Illinois, Hoa Kỳ. Năm 2010, dân số của xã này là 449 người.